# Binche
Binche (pron. /bɛ̃ʃ/; in vallone Bince) è una città belga di circa 32 000 abitanti, nella provincia vallone dell'Hainaut, sulla via di comunicazione che unisce Mons e Charleroi.

## Storia

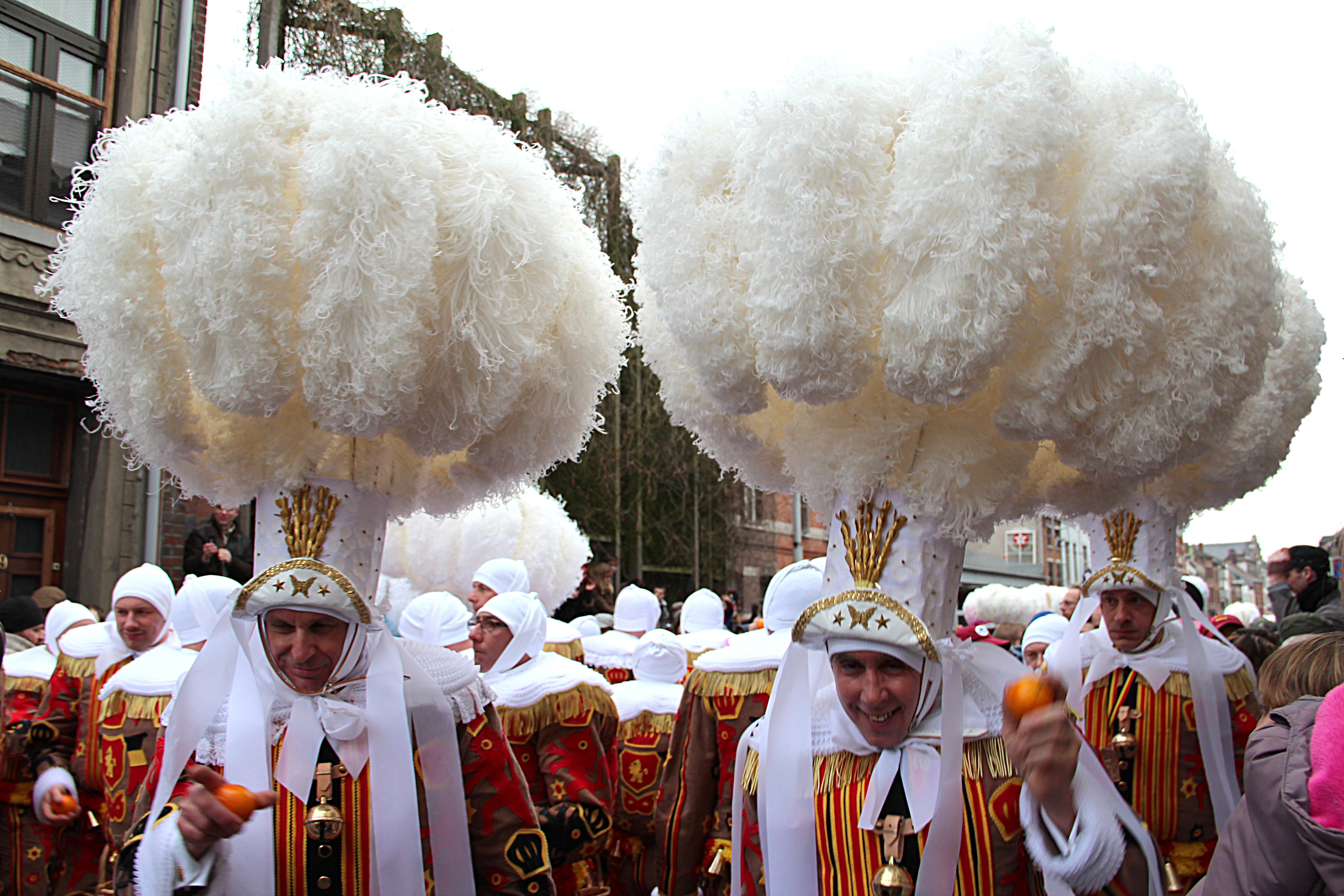
Il carnevale di Binche.

Binche si sviluppò durante il Medioevo a breve distanza dalla «chaussée Brunehault» che collegava durante l'antichità Bavay a Colonia e resterà a lungo un asse di comunicazione importante. Forme antiche: nel 1124 troviamo Bincio; esiste una forma neerlandese insolita, Bing.
Il motto della città è "Plus Oultre"; questo era il motto di Carlo V, che nel 1545 concesse la città alla sorella Maria d'Ungheria, governatrice dei Paesi Bassi spagnoli, che vi risiedette e fece ricostruire il castello. Il magnifico edificio tuttavia fu distrutto dalle truppe di Enrico II nel 1554. Nel 1840 la cittadina fu la sede di un'asta di libri rarissimi che attrasse compratori da tutta Europa, ma si rivelò una burla (la "Burla di Fortsas"). 
La città ha raggiunto il suo apogeo in materia economica e di potere quando il Belgio si trovava sotto il dominio spagnolo. Binche fu il luogo di residenza di Maria di Ungheria, sorella di Carlo V: ella invitò Carlo V e Filippo II, in visita presso i suoi futuri sudditi, a Binche nel 1549 organizzando magnifiche feste. Oggi queste feste sono conosciute con il nome di Triomphes de Binche (Trionfi di Binche). 
La sezione di Binche è il capoluogo dell'entità 'binchoise' che raggruppa diversi antichi comuni Bray, Buvrinnes, Épinois, Leval-Trahegnies, Péronnes-lez-Binche, Ressaix et Waudrez). L'antico comune di Battignies fu annesso a Binche sin dal 1881, gli altri furono uniti a Binche il 1º gennaio 1977. Nel 2003 l'UNESCO incluse il carnevale di Binche tra i capolavori del patrimonio orale e immateriale dell'umanità.

## Sport

### Calcio
Squadra principale della città è la RUS Binchoise.